# Santa-Klasse (2010)
Die Santa-Klasse ist eine Containerschiffsklasse der Reederei Hamburg Süd. Die zehn Einheiten bestehende Klasse wurde von Daewoo Shipbuilding & Marine Engineering in Südkorea gebaut. Das Typschiff der Klasse, die Santa Clara, wurde im Oktober 2010 abgeliefert, die anderen Schiffe der Serie folgten bis Juni 2012. Reeder der von Columbus Shipmanagement in Hamburg bereederten Schiffe war die Reederei Santa Containerschiffe in Bielefeld.

## Beschreibung

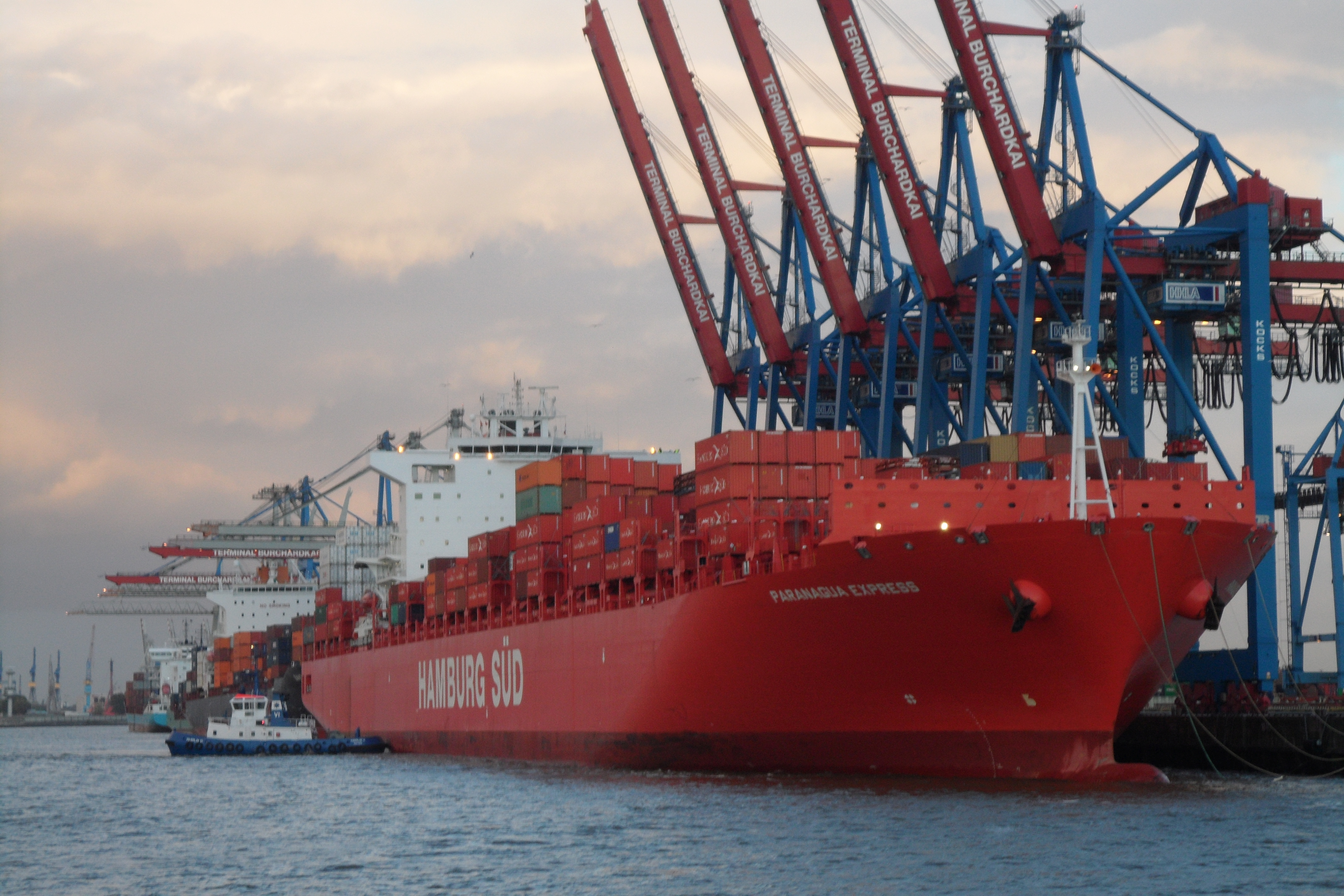
Die Santa Isabel, damals als Paranagua Express unterwegs, 2012 am Containerterminal Burchardkai

Die Schiffe, die zum Teil unter der Flagge Liberias, zum Teil unter deutscher Flagge in Fahrt sind, sind knapp 300 Meter lang und können etwa 7.100 TEU laden. Für Kühlcontainer stehen 1.600 Anschlüsse zur Verfügung. Die Schiffe, die damit bis zur Einführung der neuen Cap-San-Klasse kurzzeitig über eine der größten Kapazitäten an Kühlcontaineranschlüssen weltweit verfügten, wurden speziell für die Südamerika-Fahrt gebaut.
Die Schiffe sind mit Achtzylinder-Zweitakt-Dieselmotoren des Herstellers Wärtsilä (Typ: 8RT-flex96C) ausgerüstet, deren Leistung sich in der Baureihe unterscheidet. So verfügen die Motoren der ersten vier Schiffe der Serie über eine Leistung von 45760 kW. Die Motoren des fünften und sechsten Schiffes der Serie verfügen über eine Leistung von 41184 kW. Die Motoren wirken direkt auf eine Welle, über die der Festpropeller am Heck der Schiffe angetrieben wird. Die Schiffe erreichen so eine Geschwindigkeit von bis zu 22,2 kn.
Für die Stromversorgung an Bord stehen vier Generatoren mit einer Scheinleistung von jeweils 5857,1 kVA sowie ein Notgenerator mit einer Scheinleistung von 375 kVA zur Verfügung.
Die Schiffe sind zur Verbesserung der Manövriereigenschaften bei An- und Ablegemanövern oder bei Drehmanövern mit je einer Querstrahlsteueranlage im Bug und im Heck ausgerüstet.
Die Decksaufbauten befinden sich im hinteren Drittel des Schiffes. Vor den Decksaufbauten befinden sich 14 Containerbays, dahinter weitere vier. Die Schiffe verfügen über kein eigenes Ladegeschirr.
Hamburg Süd setzt die Schiffe im Liniendienst zwischen Asien, Südafrika und der südamerikanischen Ostküste sowie Europa und der südamerikanischen Ostküste ein.
Auf der Strecke zwischen Europa und Südamerika bietet Hamburg Süd auch 49 Tage dauernde Frachtschiffreisen an. Für Passagiere werden eine Einzel- und eine Zweibettkabine zur Verfügung gestellt.

## Die Schiffe der Klasse
| Santa-Klasse   | Santa-Klasse | Santa-Klasse | Santa-Klasse                                      | Santa-Klasse | Santa-Klasse                                            | Santa-Klasse                     |
| Bauname        | Baunr.       | IMO-Nummer   | Kiellegung Stapellauf Ablieferung                 | Flagge       | Spätere Namen und Verbleib                              | Taufe                            |
| -------------- | ------------ | ------------ | ------------------------------------------------- | ------------ | ------------------------------------------------------- | -------------------------------- |
| Santa Clara    | 4148         | 9444716      | 19. Mai 2010 24. Juli 2010 12. Oktober 2010       | →            | so in Fahrt                                             | Oktober 2010                     |
| Santa Isabel   | 4149         | 9444728      | 2. August 2010 16. Oktober 2010 10. Dezember 2010 | →            | Leblon → Paranagua Express → Santa Isabel → so in Fahrt | Dezember 2010                    |
| Santa Catarina | 4150         | 9444730      | 19. April 2010 25. Dezember 2010 2. März 2011     | →            |                                                         | 2011                             |
| Santa Cruz     | 4151         | 9444742      | 21. Dezember 2010 19. Februar 2011 6. Mai 2011    | →            |                                                         | 23. Juli 2011 in Shanghai, China |
| Santa Rita     | 4230         | 9425382      | 11. Januar 2011 12. März 2011 30. Mai 2011        | →            | so in Fahrt                                             |                                  |
| Santa Rosa     | 4231         | 9430363      | 15. März 2011 2. Mai 2011 26. Juli 2011           | →            | so in Fahrt                                             | 2011                             |
| Santa Teresa   | 4232         | 9430375      | 24. Mai 2011 13. Juli 2011 27. September 2011     | →            | so in Fahrt                                             | 2011                             |
| Santa Ursula   | 4233         | 9430387      | 26. Oktober 2011 31. Dezember 2011 20. März 2012  | → (2013) →   | so in Fahrt                                             |                                  |
| Santa Barbara  | 4234         | 9430399      | 13. Dezember 2011 4. Februar 2012 15. Mai 2012    | →            | so in Fahrt                                             |                                  |
| Santa Ines     | 4235         | 9444845      | 13. Dezember 2011 22. April 2012 29. Juni 2012    | →            | so in Fahrt                                             |                                  |

Die Santa Rita wird neben der zur Monte-Klasse gehörenden Monte Tamaro bei Hamburg Süd als zweites Ausbildungsschiff eingesetzt.

## Weblinks

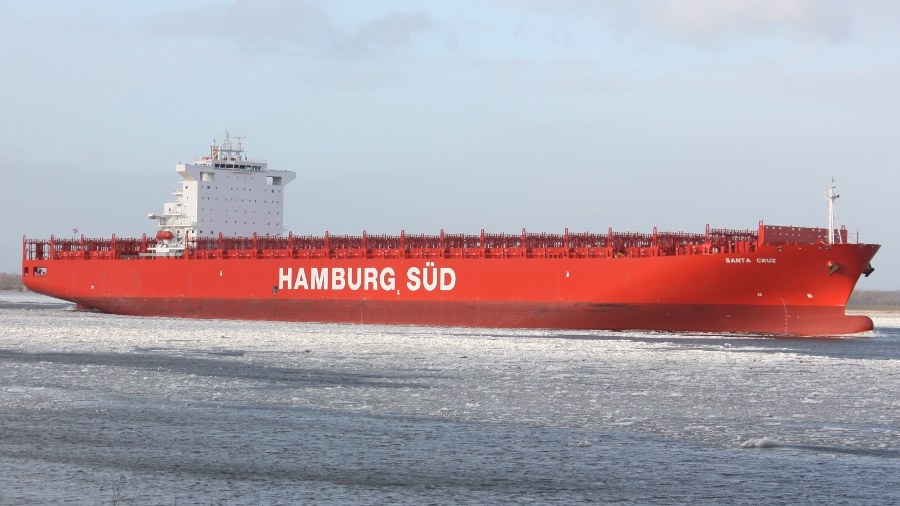
Die Santa Cruz auf der vereisten Elbe Richtung Hamburg